# Предраг Данилович
Предраг Данилович (26 лютого 1970) — югославський баскетболіст.
Срібний призер Олімпійських Ігор 1996 року, учасник 2000 року.
Чемпіон Європи 1989, 1991, 1995, 1997 років, бронзовий призер 1999 року.
Переможець Юнацького чемпіонату Європи (U-18) 1988 року.